# Тустеп (танец)
Тустеп (англ. two step, двойной шаг) — американский бытовой танец быстрого темпа, популярный в 1920-е годы. 
Танец напоминает польку, считается предшественником уанстепа и фокстрота. Музыкальный размер 2/4.
Исполняется в паре, в закрытой позиции, с продвижением по кругу. Основное движение состоит из двух быстрых шагов с небольшим подпрыгиванием.

## В литературе и искусстве
Шутливо переиначенное название танца в форме «Не в ту степь» стало поговоркой, означающей «Не туда, не в том направлении, невпопад, некстати». Источником поговорки стала оперетта «Свадьба в Малиновке» (а также её экранизация).
В  современном английском языке тустеп  (англ. 2-step), сокращение от  2-step garage, тустеп-гэридж — стиль электронной музыки, возникший в Англии в конце 1990-х, как поджанр британского гэриджа. 